# Dermatomiositis juvenil
La dermatomiositis juvenil (JDM por sus siglas en inglés – DMJ en español) es uno de los trastornos denominado complejo dermatomiositis-polimiositis.Se trata de una enfermedad autoinmune que afecta principalmente a niños, generalmente entre los 2 y los 15 años. Las enfermedades autoinmunes ocurren cuando el sistema inmunológico del cuerpo ataca por error sus propios tejidos y células, viéndolos como invasores. La dermatomiositis juvenil es una vasculopatía sistémica que se caracteriza por alteraciones cutáneas y miositis en áreas localizadas, lo que provoca una debilidad muscular progresiva. Puede responder positivamente a tratamientos inmunosupresores. El diagnóstico temprano es crucial para controlar las posibles complicaciones de la enfermedad. Sin embargo, el diagnóstico suele ser tardío debido a que se confunde con otras enfermedades autoinmunes o problemas de origen alérgico.

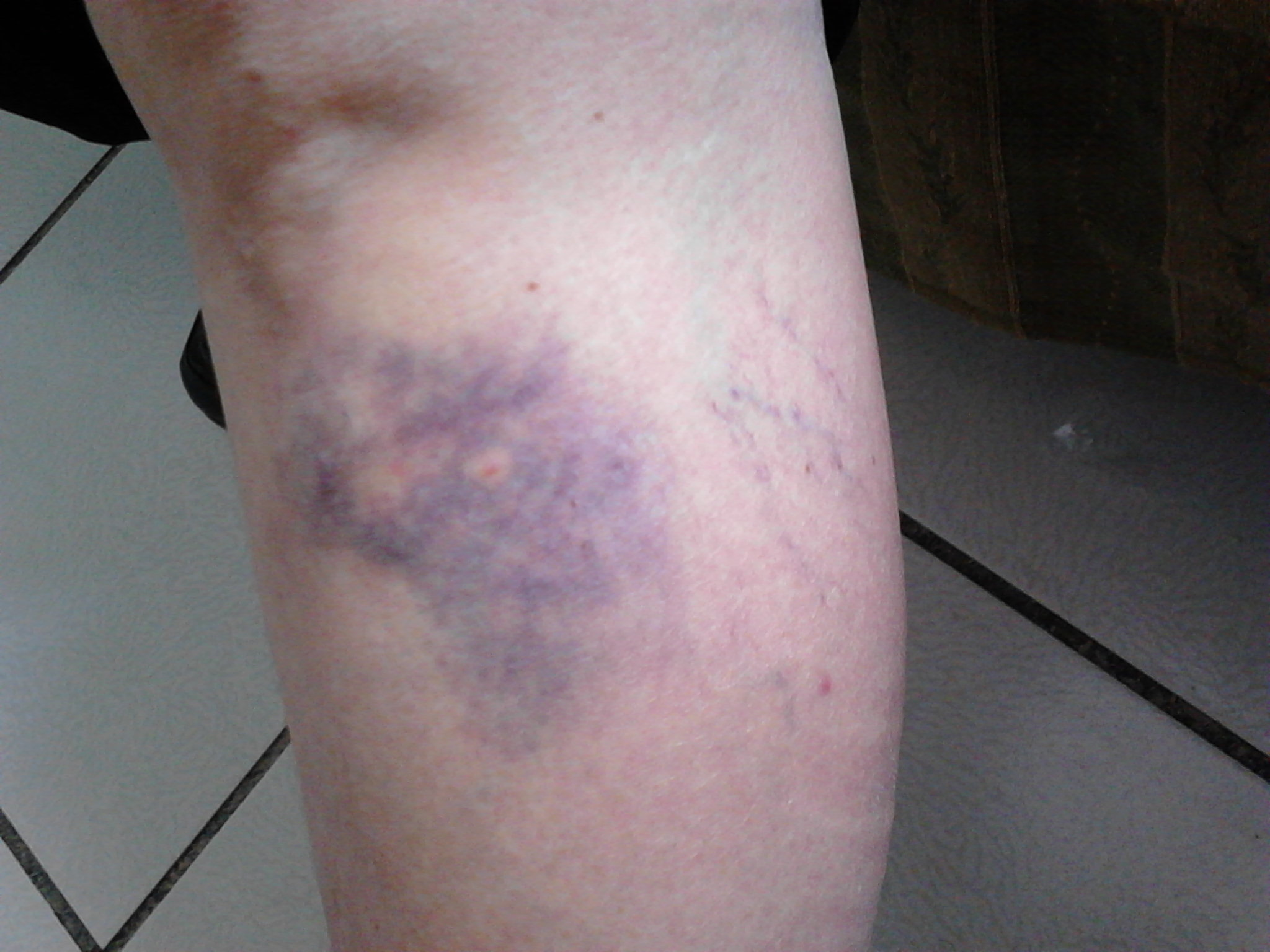
Signos de la Dermatomiositis (Hematoma)

## Introducción
Las miopatías inflamatorias idiopáticas son un grupo heterogéneo de enfermedades cuyo rasgo principal es la debilidad muscular, acompañada de inflamación subyacente, la cual se identifica mediante biopsia muscular. Las enfermedades que forman parte de este grupo incluyen: 
- La dermatomiositis
- La polimiositis
- Recientemente, miositis

La miositis es la forma menos inflamatoria dentro de este grupo y, aunque es más común en adultos mayores de 50 años, también puede presentarse en jóvenes, especialmente entre los 2 y 15 años de edad. Aunque el músculo es el principal órgano afectado, la piel y los pulmones, así como otros órganos internos, también suelen verse comprometidos, lo que hace que las miopatías inflamatorias sean consideradas enfermedades sistémicas. En algunos casos, estas enfermedades pueden asociarse con cáncer, y la presencia de autoanticuerpos específicos ayuda a sustentar la etiología autoinmune y a categorizar a los pacientes. El tratamiento generalmente incluye glucocorticoides, inmunosupresores y, en ocasiones, terapias biológicas, sin olvidar la importancia de la rehabilitación, incluso durante la fase aguda de la enfermedad.

## Concepto
Es una enfermedad multisistémica de etiología desconocida, caracterizada por inflamación no supurativa del músculo estriado y la piel, con la presencia de vasculitis como alteración anatomopatológica subyacente. Se presenta con debilidad muscular simétrica, erupción cutánea (rash) y, en etapas avanzadas, la aparición de calcinosis.

## Síntomas
Síntomas principales de la dermatomiositis juvenil:
- Manifestaciones musculares: Debilidad muscular acompañada de dolor muscular.
- Manifestaciones cutáneas: Pápulas de Gottron y úlceras cutáneas, que suelen estar asociadas con formas graves de la enfermedad. Además, pueden aparecer sarpullidos en la piel, comúnmente en la cara, manos, codos y rodillas. La inflamación de los vasos sanguíneos y el hinchazón muscular son responsables de estos síntomas.

Otros síntomas pueden incluir:
- Color rojo o morado alrededor de los párpados.
- Párpados hinchados.
- Debilidad muscular progresiva, especialmente en el cuello, hombros, tronco, espalda y rodillas.
- Articulaciones dolorosas o hinchadas.
- Fatiga.
- Dificultad para realizar actividades diarias.
- Caídas frecuentes.
- Bultos duros bajo de la piel
- Tensión y acortamiento muscular, (lo que puede provocar que las articulaciones permanezcan dobladas y no puedan estirarse completamente).

Debido a estos síntomas, los niños afectados tienen dificultades para participar en muchas de las actividades cotidianas que otros niños realizan.

## Incidencia
La dermatomiositis juvenil, que abarca tanto la dermatomiositis juvenil como la polimiositis juvenil, afecta aproximadamente a 2 de cada 100,000 habitantes menores de 16 años en los Estados Unidos.

## Causantes
Se desconoce la causa exacta de la dermatomiositis juvenil (DMJ). Sin embargo, los investigadores sugieren que podría ser el resultado de una respuesta anormal del sistema inmunológico, posiblemente desencadenada por un virus. Aunque el virus pueda desaparecer, el sistema inmune sigue atacando el cuerpo, provocando la inflamación. Además, se cree que las enfermedades autoinmunes como la DMJ podrían tener un componente hereditario.

## Diagnóstico
El diagnóstico de dermatomiositis (DM) se establece cuando se presentan manifestaciones dérmicas características, debilidad muscular proximal y elevación de enzimas musculares, en ausencia de datos de laboratorio indicativos de enfermedad mixta del tejido conjuntivo. Los criterios de Bohan y Peter siguen siendo utilizados actualmente para el diagnóstico (tabla I).
- TABLA I. Criterios de Bohan y Peter

| Criterio                                              | Dermatomiositis | Polimiositis |
| ----------------------------------------------------- | --------------- | ------------ |
| 1. Debilidad muscular proximal simétrica              | +               | +            |
| 2. Elevación de enzimas musculares                    | +               | +            |
| 3. Cambios EMG típicos de miositis                    | +               | +            |
| 4. Rash típico                                        | +               | +            |
| 5. Biopsia muscular que muestra miositis inflamatoria | +               | +            |

- TABLA II.Interpretación de los criterios de Bohan y Peter

| Para el diagnóstico de DM: | Para el diagnóstico de PM:                                                           |
| --- | ------------------------------------------------------------------------------------ |
| – Es imprescindible la presencia de rash cutáneo – La asegura 4 criterios – Es probable con 3 criterios – Es posible con 2 criterios | – Lo aseguran 4 criterios – Es probable con 3 criterios – Es posible con 2 criterios |

De manera general, al realizar un diagnóstico, el médico llevará a cabo un examen físico completo, además de lo siguiente:
- Determinar el momento en que comenzaron los sarpullidos y la debilidad muscular.
- Evaluar la fortaleza de los músculos.
- Realizar análisis de sangre para detectar enzimas o anticuerpos asociados con la debilidad muscular o enfermedades autoinmunes.
- Solicitar una resonancia magnética (RM), que utiliza un imán potente, ondas de radio y un ordenador para generar imágenes detalladas del cuerpo.

Si es necesario, se podrá realizar una biopsia de músculo o piel, en la que se extrae una muestra de tejido para ser observada bajo el microscopio, con el fin de identificar posibles anormalidades.

## Diagnóstico diferencial
La dermatomiositis juvenil puede ser confundida con las siguientes enfermedades y/o síndromes:
Miositis infecciosas:
- Víricas: Influenza A y B, Coxsackie, Echo, Herpes, Adenovirus, Epstein-Barr, entre otras.
- Parasitarias: triquinosis, esquistosomiasis, tripanosomiasis y toxoplasmosis.

Miopatías primarias:
- Distrofias musculares. Ausencia de síntomas inflamatorios. Generalmente con antecedentes familiares positivos.
- Miopatías congénitas estructurales: miotubular, núcleo central, nema- línica

Miopatías metabólicas:
- Parálisis periódica familiar hipo e hipercaliémica.
- Déficits enzimático: glucogenosis tipo V, tipo VII, déficit de miodelinatodeaminasa, déficit de carnitina-palmitil-transferasa y déficit de carnitina muscular, que cursan con episodios de rabdomiólisis.

El resto de las miopatías mitocondriales no se consideran, ya que presentan un cuadro clínico distintivo, predominando las manifestaciones neurológicas.
Miopatías endocrinológicas:
- Hipotiroidismo.
- Enfermedad de Adisson.
- Síndrome de Cushing.
- Hiperparatiroidismo.

Enfermedades neurológicas:
- Polineuritis: Debilidad muscular de predominio distal, con enzimas musculares normales.
- Atrofias espinales tipo III y IV.
- Enfermedades de la unión neuromuscular: Afectan principalmente la musculatura facial.

## Tratamiento
El tratamiento de la dermatomiositis juvenil (DMJ) varía según el grado de la enfermedad. Su objetivo principal es: controlar la inflamación, prevenir daños en los tejidos, mejorar la fuerza muscular, aliviar el dolor, prevenir otros síntomas y apoyar al niño y a su familia en el manejo de la enfermedad.

### Medicamentos
- Corticoesteroides (como la prednisona): Estos medicamentos son los primeros en administrarse, ya que ayudan a frenar la respuesta autoinmune del cuerpo, reduciendo así la inflamación y el dolor, lo que mejora la fuerza muscular. A los niños se les suele iniciar con una dosis alta de corticoesteroides administrada por vía intravenosa (directamente en la vena), seguida de dosis normales, ya sea orales o intravenosas.
- Inmunosupresores (como el metotrexato, la azatioprina, la ciclosporina [Neoral o Sandimune], el tacrolimus [Prograf] o el micofenolato [Cellcept]): Estos medicamentos actúan suprimendo o modulando el sistema inmunológico para evitar respuestas exageradas. Se administran solos o en combinación con corticoesteroides cuando la prednisona no es suficiente para controlar los síntomas.
- Globulina inmune intravenosa (IVIG, por sus siglas en inglés): La IVIG actúa modulando la respuesta inmune, pero mediante una estimulación controlada. Este tratamiento se utiliza en enfermedades de la piel activas o cuando otros medicamentos no han tenido éxito.
- Hidroxicloroquina (Plaquenil): Este medicamento se utiliza para tratar los sarpullidos resistentes.
- Biofosfonatos (como el alendronato): Este medicamento mejora las lesiones calcinosas.

### Agentes biológicos
Los agentes biológicos son medicamentos que actúan sobre una parte específica del sistema inmune:
- Etanercept (Enbrel), adalimumab (Humira) e infliximab (Remicade): Ayudan a reducir la inflamación. El infliximab también está indicado en casos de calcinosis resistente.
- Rituximab (Rituxan): Este medicamento se dirige contra las células B, un tipo de linfocito del sistema inmune que produce anticuerpos que provocan inflamación.

Una dieta equilibrada y la fisioterapia también desempeñan un papel importante en el tratamiento de la DMJ. Además, debido a que la exposición solar puede empeorar el sarpullido, se recomienda que el niño utilice protector solar cuando esté al aire libre.

## Respuesta al tratamiento
Los pacientes suelen responder al tratamiento en un plazo de uno a dos meses. La fuerza muscular comienza a recuperarse gradualmente en un periodo de dos a tres meses. En general, el niño puede retomar sus actividades escolares normales, aunque es posible que aún necesite transporte especial o asistencia adicional. No es necesario que se aísle de otros niños de su edad.
Es posible que el niño experimente un crecimiento o maduración más lenta de lo habitual, ya que el cuerpo está utilizando sus recursos para equilibrar la lucha contra la enfermedad y la metabolización de los medicamentos, además de que la enfermedad puede afectar su apetito.

## Efectos secundarios de los medicamentos
Efectos secundarios de los medicamentos para el DMJ
Los medicamentos utilizados para tratar la DMJ pueden tener varios efectos secundarios, que incluyen:
- Corticoesteroides: Pueden causar debilidad ósea (osteoporosis), cataratas, malestar estomacal, aumento de peso, agitación, cambios de humor y alteraciones en los niveles de azúcar en la sangre. Debido a estos efectos, los corticoesteroides solo se emplean cuando son estrictamente necesarios, y la dosis se reduce gradualmente con el tiempo.
- Inmunosupresores: Pueden generar náuseas, fatiga, dolor abdominal y una leve pérdida de cabello. Se monitorean de cerca para prevenir efectos adversos en los riñones, el hígado y el recuento de glóbulos. Además, el uso de estos medicamentos puede aumentar el riesgo de desarrollar cáncer en el futuro. Dado que los inmunosupresores debilitan el sistema inmunológico, también incrementan el riesgo de infecciones.
- Globulina inmune intravenosa: Sus efectos secundarios inmediatos pueden incluir dolor de espalda, dolor de cabeza y fiebre. Además, la globulina inmune intravenosa es costosa y requiere dosis repetidas.
- Plaquenil: Si se utiliza durante un largo periodo de tiempo, puede interferir con la visión de los colores. Se recomienda que el niño consulte a un oftalmólogo cada 6 a 12 meses mientras esté tomando este medicamento.
- Agentes biológicos: Estos medicamentos también aumentan el riesgo de infecciones. El cuerpo a veces puede reaccionar a ellos desarrollando inflamaciones en el sistema nervioso central (cerebro), en la piel o en otros sistemas del cuerpo. Además, los tratamientos biológicos suelen ser costosos y no siempre están cubiertos por los seguros médicos.

## Pronóstico a largo plazo
La mayoría de los pacientes experimenta una recuperación completa (remisión), lo que significa que ya no muestran signos de enfermedad activa ni brotes. Sin embargo, hay un grupo de pacientes en los que el tratamiento puede no ser completamente efectivo. Aquellos que tienen períodos más prolongados con la enfermedad activa tienen un mayor riesgo de desarrollar complicaciones, como calcinosis o problemas cardiopulmonares. Aunque la mayoría de los niños se recupera completamente, algunos pueden experimentar debilidad o rigidez muscular permanente.

## Prevención
Actualmente, no se conoce ninguna forma de prevenir esta enfermedad.

## Información recomendada a los padres
Se trata de una enfermedad de causa desconocida, por lo que, en la actualidad, no existe un tratamiento que garantice un éxito terapéutico definitivo. Sin embargo, existen datos que sugieren un mecanismo autoinmune, con un componente inflamatorio asociado, lo que hace que el tratamiento esté enfocado en frenar tanto el sistema inmunológico como la inflamación.
Con el tratamiento, el niño recuperará gradualmente la fuerza muscular. No obstante, en algunos casos, los pacientes no responden a la terapia convencional, que incluye corticoesteroides, y requieren medidas más agresivas. Actualmente, no existen indicadores que permitan predecir la duración ni el curso de la enfermedad. En algunos casos, la recuperación puede lograrse en un plazo de 2 años, pero lo más común es que la enfermedad tenga un curso crónico, persistiendo durante varios años, durante los cuales pueden presentarse recaídas, incluso a pesar de mantener el tratamiento.
Pueden surgir complicaciones que pongan en riesgo la vida del niño, especialmente en la fase inicial de la enfermedad. No obstante, desde la introducción de los corticoesteroides en el tratamiento, el pronóstico ha mejorado significativamente, y la mortalidad ha disminuido.
Finalmente, también es necesario considerar los efectos secundarios del tratamiento, como la desmineralización ósea, la detención del crecimiento, y posibles alteraciones hematológicas y bioquímicas, entre otros. Estos efectos requieren una vigilancia estricta para prevenir complicaciones adicionales.